# Mühlgasse 3 (Nördlingen)

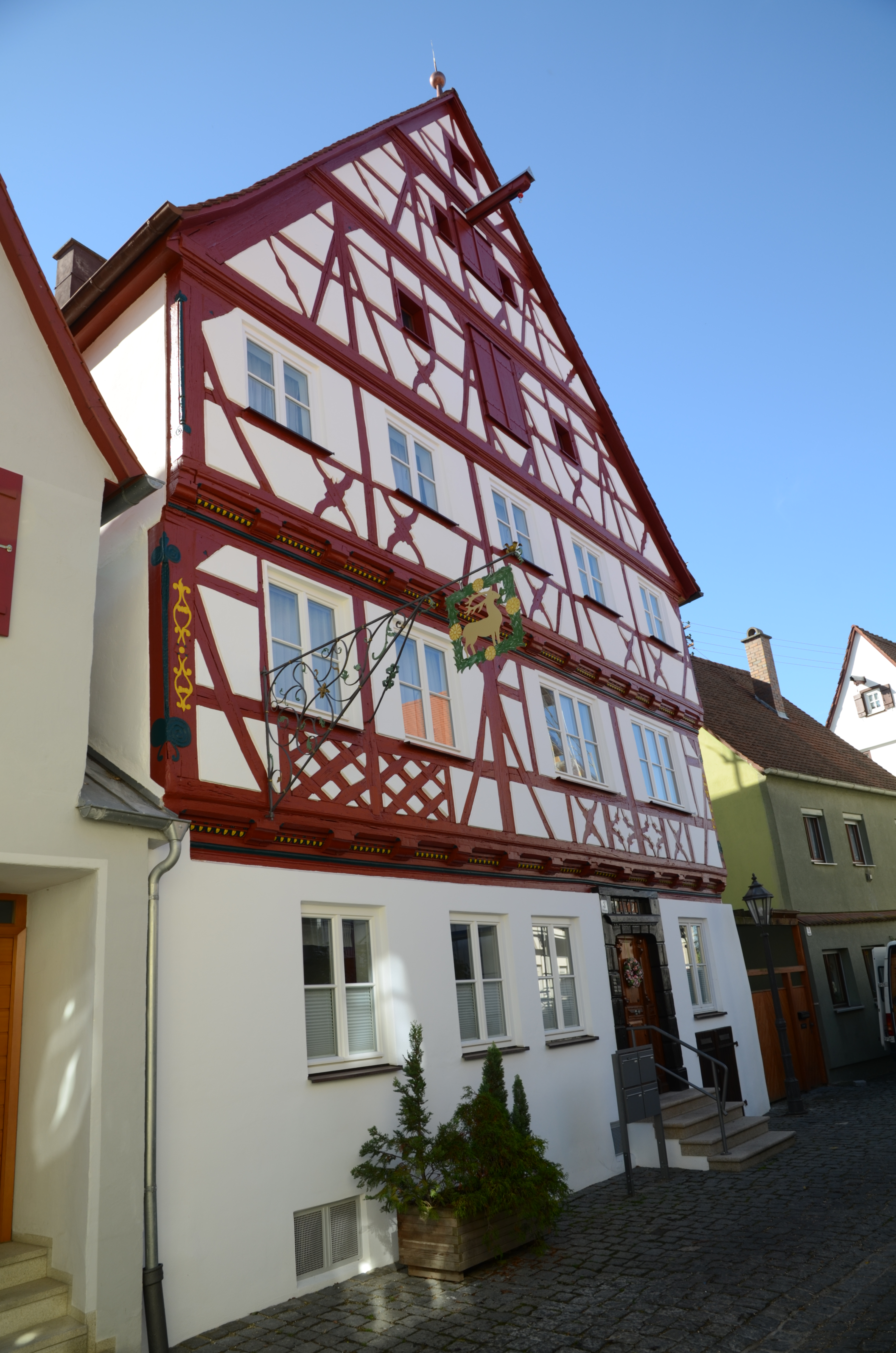
Fachwerkhaus Mühlgasse 3 in Nördlingen

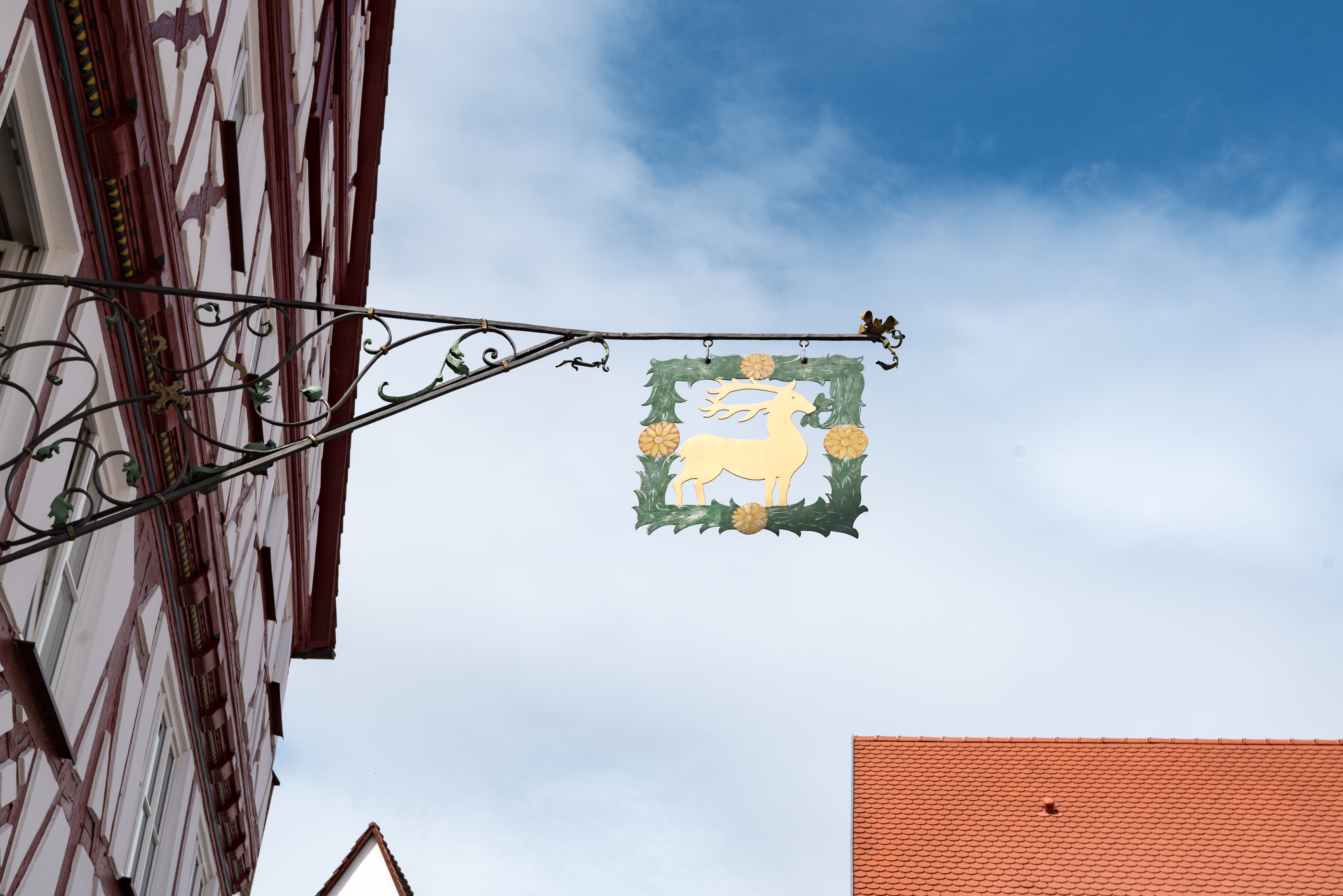
Ausleger mit Hirsch

Das Gebäude Mühlgasse 3 in Nördlingen, einer Stadt im schwäbischen Landkreis Donau-Ries in Bayern, wurde 1656 nach dem Brand des Vorgängerbaus errichtet. Das Fachwerkhaus und ehemalige Gasthaus Zum Goldenen Hirsch ist ein geschütztes Baudenkmal.
Der dreigeschossige giebelständige Satteldachbau hat Mannfiguren, Gitterwerk und geschweifte Andreaskreuze, Eckständer und Rähm mit Ornamentschnitzerei. Das rustizierte Holzportal trägt die Inschrift: „16 DANIEL KÖSLER 56“. Das Gasthaus war lange Zeit der Versammlungsort der Zünfte der Gerber und Färber.
Der Ausleger aus Schmiedeeisen zeigt einen Hirschen.